# 谷口直樹
谷口直樹（1976年7月5日—），是一位日本男性播報員，目前於北海道電視台（HTB）服務。身高177公分，血型O型。

## 來歷
- 北海道鷹栖町出身。經由北海道旭川北高等學校，畢業於北海道大學文學部。2000年進入北海道電視台。
- 主要負責體育賽事的播報。2003年11月，自身駒大苫小牧對倉敷工業的比賽轉播，獲頒第二屆「ANN主播獎（日语：ANNアナウンサー賞）」高校野球實況部門優秀獎。

## 人物
- 興趣是打籃球、閱讀。
- 是劍道二段。

## 主持節目

### 現在主持節目
- 第一推薦!（日语：イチオシ!）（第一體育單元）
- FFFFF（日语：FFFFF）
- Hanatarenakus（日语：ハナタレナックス）（旁白）
- 超級棒球（日语：スーパーベースボール (テレビ朝日系列)）（北海道日本火腿鬥士的札幌巨蛋主場比賽）
- 直到明晨的鬥士（日语：朝までファイターズ）
- 高校野球（地區預選、甲子園應援實況）
- 足球J聯賽札幌岡薩多的主場比賽等

### 過去主持節目
- 週刊Nan!Can!（週刊Nanだ!Canだ!）
- 荊棘森崎（日语：いばらのもり）（旁白）
- 快樂土曜日（ほんわかどようび）
- 第一推薦!Morning（日语：イチオシ!モーニング）（平日版主持人）

## 外部連結
- HTBアナウンサーズ・谷口直樹 （日語）
- 魚顔レンズ（页面存档备份，存于） - 本人寫真日記 （日語）
- 第2回ANNアナウンサー大賞決定!（页面存档备份，存于） （日語）